# أوليغ بتروف
أوليغ بتروف (بالروسية: Олег Петров)‏ (29 مايو 1968 - ) هو لاعب كرة قدم روسي في مركز الوسط. لعب مع فاكل فارونيش ‏ وFC FShM Moscow ‏ وفيريس ريفني ‏ وASG Vorwärts Dessau ‏ وNarzan Kislovodsk ‏ وأسمرال موسكو.

## وصلات خارجية
- أوليغ بتروف على موقع قاعدة بيانات كرة القدم.إي يو (الإنجليزية)